# Ontología geopolítica
La ontología geopolítica ha sido desarrollada por Organización de las Naciones Unidas para la Alimentación y la Agricultura, (FAO). Los principales objetivos de la ontología geopolítica son proporcionar un punto de referencia para los Perfiles de países de la FAO; ofrecer a los usuarios información geopolítica actualizada y válida; y un mecanismo para describir, administrar e intercambiar esta información.
La ontología geopolítica de la FAO cubre los nombres de los territorios y grupos en los idiomas de la FAO (árabe, chino, español, francés, inglés y ruso), así como los códigos de países y grupos en los principales sistemas de clasificación: ISO2, ISO3, AGROVOC, FAOSTAT, FAOTERM, GAUL, ONU y PNUD. Además incluye cambios históricos desde 1985 hasta la actualidad; proporciona coordenadas geográficas y aplica relaciones específicas entre países o países y grupos, tales como territorios colindantes, cambios temporales: anterior, sucesor, administrado por, miembro de, y está en el grupo de.

## Antecedentes
trabajando con información sobre países o regiones es necesario contar con la información más exacta y actualizada posible en el modo más rápido y eficiente. La realidad, sin embargo, es que encontrar esta información requiere tiempo buscando en sitios web y diferentes documentos para encontrar la referencias adecuadas. Además, se consume mucho tiempo evaluando que la información recabada no sea vieja o incorrecta. Finalmente, cuando los usuarios quieren implementar esta información geopolítica a sus propios sistemas o condividirla con otros expertos necesitan efectuar algunas modificaciones manual o automáticamente para procesar los datos a una forma adecuada que permita a sus sistemas que dicho intercambio sea fácil. 
La ontología geopolitica se ha desarrollado partiendo de la necesidad de los usuarios de encontrar en un único punto la información de referencia (nombres y códigos) de países y regiones (llamados en la ontología territorios y grupos) así como las fuentes y referencias de donde encontrar más información si fuese necesario.

## Definiciones y ejemplos
La Ontología es una especie de diccionario que describe la información formalmente usando conceptos y relaciones en un determinado dominio escrito en el lenguaje estándar XML (OWL - Ontology Web Language), entendido no solo por humanos, sino también por las máquinas. El poder de la Descripción de la información en la ontología es que permite expresar un conocimiento de dominio de una ontología definiendo conceptos y relaciones entre conceptos. 
- Un Concepto se define como el conocimiento abstracto, por ejemplo, un territorio autónomo o un grupo geográfico. Los conceptos son aplican explícitamente a instancias y clases en la ontología.
  - Una instancia se define como un objeto percibido en el mundo real, como “Ethiopia”, y “países menos adelantados” en la esfera geopolítica.
  - la Clase se define como un conjunto de instancias que comparten propiedades comunes. Por ejemplo, como se muestra en la  Figure 1, Etiopía, un objeto del mundo real, se define como instancia. Propiedades comunes de instancias (Etiopía, República de Corea, Italia, etc) se extraen de la definición de una clase llamada “autónomos”. Así, en la figura 1, el círculo rosa de la izquierda ilustra la clase “autónomo” y “Etiopía” es un individuo contenido en la clase “autónomo”. El círculo verde de la derecha representa la clase “grupo”; y “países menos adelantados” es un individuo incluido en la clase “grupo”.

- Relaciones entre conceptos, se aplica explícitamente a:
  - propiedades de los objetos entre instancias de dos clases tales como “miembro de” e “incluido en grupo”, como se muestra en la Figura 1;
  - propiedades por tipo de datos entre instancias de una clase y literales y metadatos XML tales como "válido hasta 2008";
  - restricciones en clase y/o propiedades tales como "autónomo tiene un nombre inglés oficial".

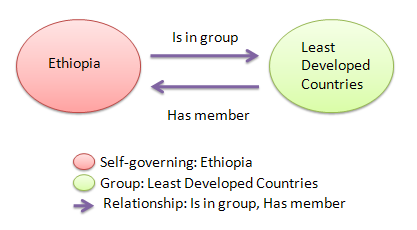
Figura 1. Un ejemplo de conceptos y relaciones en la ontología geopolítica.

La ventaja de 'describir formalmente la información' en una ontología, es que permite adquirir los conocimientos de un dominio dentro de otra ontología definiendo las estructuras jerárquicas de las clases, añadiendo instancias, estableciendo las propiedades de los objetos y las propiedades de los datos, y asignando restricciones. La ventaja de un lenguaje basado en XML es que proporciona una vía de comunicación con otros sistemas sin un esfuerzo especial como puede ser la modificación de datos o la conversión. La habilidad del proceso mecánico admite la deducción de nueva información a partir de una determinada información. La ontología geopolítica nació de estas características propias de la ontología (definición tomada del diccionario: Parte de la metafísica que trata del ser en general y de sus propiedades metafísicas; Término tomado de la filosofía que alude a la ciencia que describe los tipos de entidades que hay en el mundo y sus relaciones. Una ontología puede contener la descripción de clases, propiedades, restricciones).

## Características de la ontología geopolítica
La ontología geopolítica contiene:
- Tipo de ámbitos:[2]
  - Territorios: autónomos, no autónomos, en disputa, otros[3][4]
  - Grupos: regiones geográficas, grupos económicos, organizaciones, grupos especiales.[5]

- Nombres (oficiales, breves y nombres para las listas) en árabe, chino, español, francés, inglés y ruso
- Códigos internacionales: código M49 de las Naciones Unidas, códigos ISO-3166 alfa 2 y alfa 3, código del PNUD, código GAUL, códigos de FAOSTAT, AGROVOC y FAOTERM
- Coordenadas: latitud máxima y mínima, y longitud máxima y mínima

- Relaciones:
  - Miembros de los grupos
  - Territorios colindantes
  - Cambios temporales: anterior, sucesor, válido desde,[6] válido hasta[7]

## Implementación enOWL
La ontología geopolítica se implementa con el lenguaje OWL (OWL el acrónimo del inglés Ontology Web Language, un lenguaje de marcado para publicar y compartir datos usando ontologías en la WWW). Se compone de las clases, las propiedades, las instancias y las restricciones de las clases y las propiedades. El cuadro 1 muestra todas las clases, proporciona una pequeña descripción de cada una y algunos ejemplos de las instancias que pertenecen a cada clase. Los cuadros 2 y 3 muestran propiedades de los datos y los objetos.

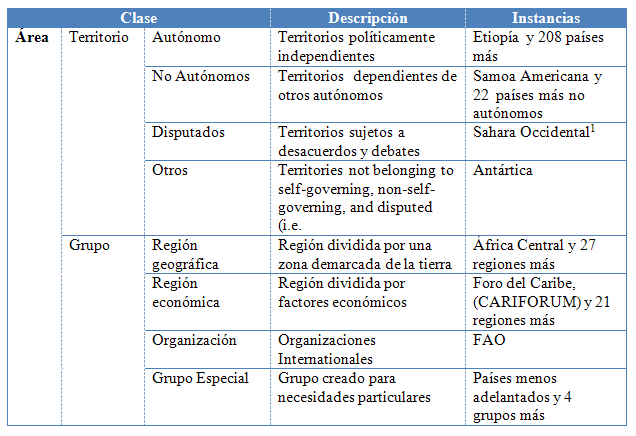
Cuadro 1 1. Clases e instancias en ontología geopolítica.

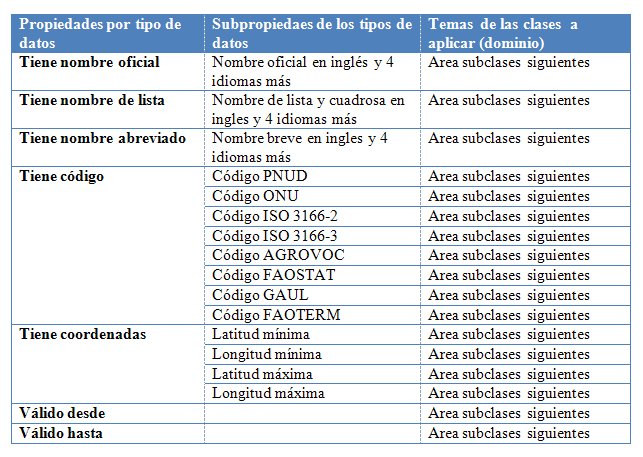
Cuadro 2. Propiedades de los datos en ontología geopolítica.

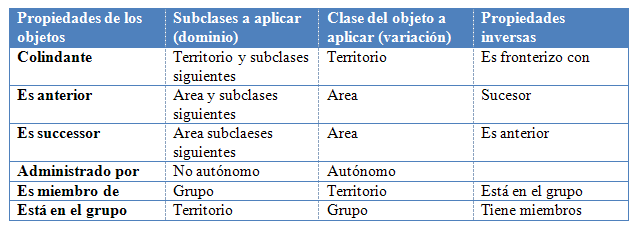
Cuadro 3. Propiedades de los objetos en ontología política.

## Descargas y documentación
La ontología geopolítica de la FAO se puede descargar desde la sección sobre información geopolitica Archivado el 12 de marzo de 2009 en Wayback Machine. del sistema de Perfiles de países de la FAO

## Estudio de casos
El sistema de Perfiles de países de la FAO es un portal multilingüe que da acceso al vasto patrimonio de conocimientos que la FAO posee sobre alimentación y agricultura, categorizándolo por países y áreas temáticas. En mayo de 2008, la FAO puso en marcha nuevo proyecto para mejorar y modernizar el Sistema de la FAO para perfiles e información cartográfica por países. Los objetivos principales del proyecto son mejorar el acceso de los usuarios a la información por país en las áreas de especialización de la FAO y promover la colaboración en este tema entre las direcciones técnicas y las oficinas descentralizadas de la FAO así como otras organizaciones asociadas. La FAO está activamente involucrada en el desarrollo y difusión de normas y procedimientos internacionales para la gestión de la información en el campo de la agricultura y promueve el intercambio de nuevos conocimientos o tecnologías en la gestión de información agraria. La aplicación de la ontología geopolítica al FCPMIS es una de las principales tareas a realizar para que la actualización de este sistema sea un éxito. 
La aplicación de la ontología en el Sistema de Perfiles de países de la FAO se espera que produzca los siguientes beneficios: 
- La ontología geopolítica proporciona la validación y las más recientes normas internacionales de información sobre geopolítica y un nuevo mecanismo para la gestión y el intercambio de información geopolítica.
- La ontología geopolítica mejora la agregación de contenidos y la sincronización de múltiples depósitos de documentos.
- La ontología geopolítica permite al FCPMIS mejorar la navegación de los usuarios a través de la agregación y la comparación de los datos en países colindantes o regiones.

Figura 2 muestra un ejemplo de la aplicación de la ontología geopolítica en FCPMIS que presenta la ontología geopolítica a los usuarios.

## Comunidades
Un grupo llamado "Country Information Exchange in Food and Agriculture" proporciona un lugar de reunión para expertos y personas interesadas en la información geopolítica para debatir las cuestiones, compartir noticias, hacer preguntas y dar respuestas. Actualmente participan más de 70 miembros de Italia, Polonia, Holanda, India, Canadá, Francia, y de los EE. UU..

## Enlaces
- FAO
- Normas para la Gestión de Información Agraria
- Perfiles de países de la FAO
- Sistema de Perfiles de países de la FAO
- AGROVOC
- FAOSTAT
- FAO Terminology (FAOTERM)
- Global Administrative Unit Layers (GAUL, en inglés)
- Organización Internacional para la Estandarización (ISO)
- Programa de las Naciones Unidas para el Desarrollo (PNUD)
- United Nations Statistics Division (UNSD)

http://wikimediafoundation.org/wiki/T%C3%A9rminos_de_Uso (enlace roto disponible en Internet Archive; véase el historial, la primera versión y la última).